# 皮德魯德季亞
51°18′34″N 28°49′58″E / 51.30944°N 28.83278°E
皮德魯德季亞（烏克蘭語：Підруддя），是烏克蘭北部的村莊，隸屬日托米爾州的科羅斯滕區。該村始建於1918年，面積17.28平方公里，海拔高度140米，2001年人口786，人口密度每平方公里45.48人。